# Camille Lenoir
Pour les articles homonymes, voir Lenoir.
Camille Valéry Aristide Lenoir est un homme politique français né le 4 mai 1859 à Montcornet (Aisne), mort le 17 mars 1931 à Reims (Marne). Il est chevalier de la Légion d'honneur.

## Biographie

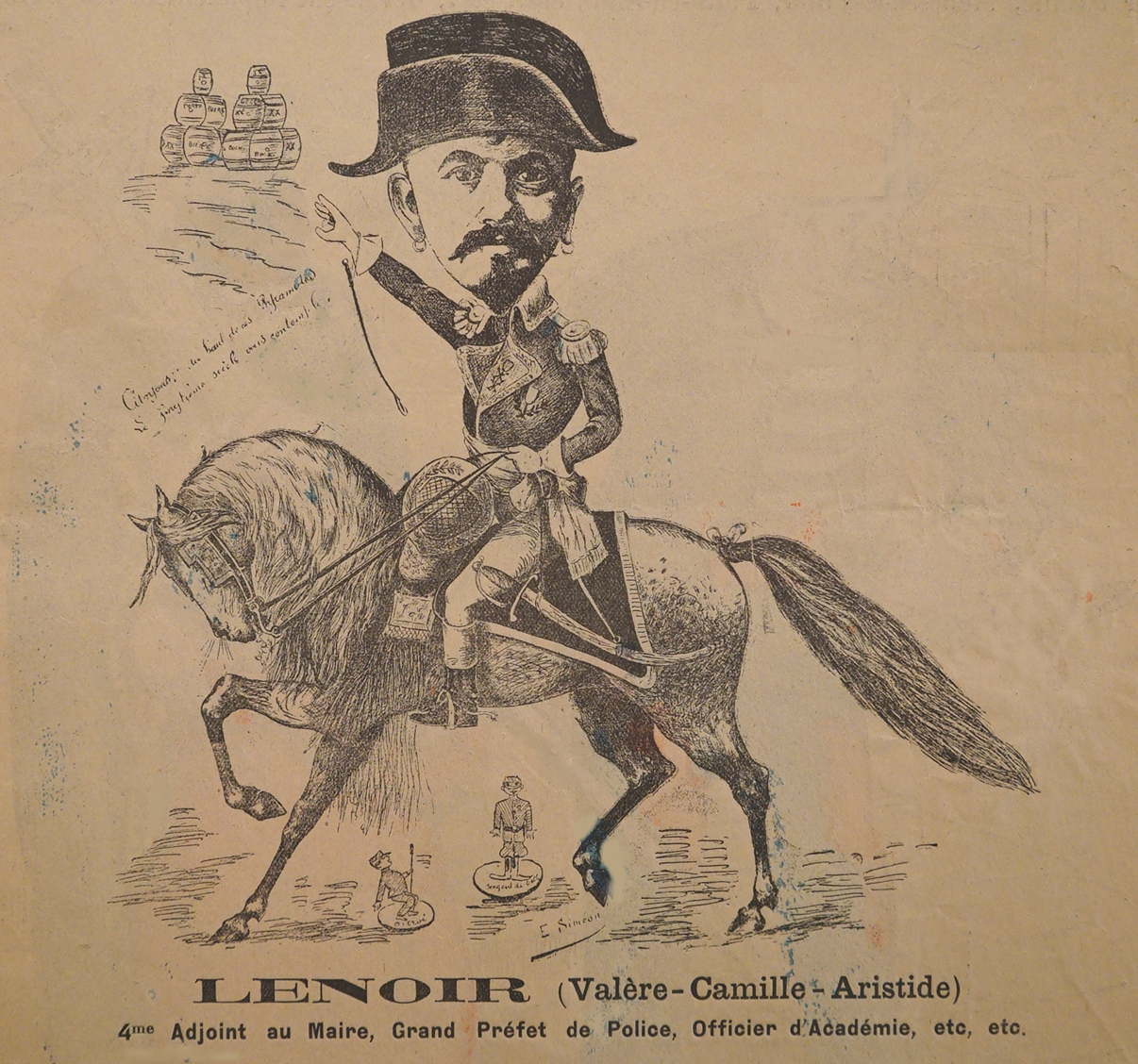
Caricaturé.

Après avoir occupé un poste d'ouvrier mécanicien à la 1re compagnie d'ouvriers d'artillerie, chef d'atelier à la fonderie de canons de Bourges, il devient gérant de tabac en 1887 et s'installe à Reims. Il est conseiller général du canton de Reims-2 de 1898 à 1901, puis pour le canton de Ville-en-Tardenois de 1919 à 1931. Il est également élu conseiller d'arrondissement puis président du conseil d'arrondissement en 1899 jusqu'en 1907. Il devient conseiller municipal de Reims de 1900 à 1919 puis premier adjoint de 1900 à 1908,. 

### Député
En 1905, il devient député au second avec 57 % des voix. Il est réélu en 1906, 1910, 1914, 1919 et 1924. Lors de la 11e législature, il exerce les fonctions de questeur. En même temps (1914-1917), M. Lenoir est président de la commission d'assurance et de prévoyance sociale et secrétaire de la commission de la comptabilité de la Chambre durant six ans.
Son implication politique a une orientation sociale : l'abaissement du coût de la vie constitue pour lui un souci permanent et corollairement la suppression la plus rapide des impôts indirects. Il s'intéresse aussi aux assurances sociales, à la mutualité et, manifestant un bel esprit d'anticipation, il songe à une collaboration des classes pour l'accession des travailleurs à la propriété. Continuant enfin la lignée des grands parlementaires de la IIIe République à ses débuts, l'enseignement de tous les enfants capables de suivre des études lui paraît constituer la vocation primordiale de l'État. Il est aussi au niveau local administrateur des hospices de Reims. Cette implication est saluée par l'attribution de la Légion d'honneur en 1928. Il est aussi officier d'académie depuis 1902.
Une rue Camille-Lenoir existe à Reims.

## Famille
Il est le fils de Pierre Ernest Lenoir sabotier de profession et de Marie Thérèse Céline Cury. Il se marie avec Aline Jarot et épouse en secondes noces Anna Baudère. Après sa mort, il est incinéré ; ses cendres sont inhumées dans le canton 22 du Cimetière du Nord de Reims.